# Tachychlora phaeozona
Tachychlora phaeozona là một loài bướm đêm trong họ Geometridae.